# 呂孝昇
呂孝昇（16世紀—17世紀），字光遠，廣東廣州府新會縣南城人，明朝政治人物。

## 生平
呂孝昇是天啟四年（1624年）廣東鄉試舉人，授崇德知縣，
潔己而愛民，不畏強權。當初福建人某冒廣東籍中舉人，被大眾攻去，其後某人擔任浙江巡撫，對他說：「為何不歸攻我冒籍？」要求他買珍珠，他回答：「我怎能為了取悅別人而辜負自己本來節操？」因此慨然致仕。嘉興府知府鄭瑄、推官文德翼知道他清介，贈與百金並上奏留章，文章中有「八月縣令，兩袖清風」之語。
其子呂應馬同科副貢，品行端正，有父親風采。

## 引用
1. 1 2  道光《新會縣志·卷九·人物下》：呂孝昇，字光遠，邑南城人。天啟四年登鄉薦，授浙江崇德令，潔己愛民，不畏強禦。初閩人某冒粵籍中式，眾共攻去。至是某巡撫浙江，謂昇曰：「何不歸攻冒籍乎？」遂責買珍珠。昇曰：「吾豈媚人以負吾素者耶？」即慨然致仕。太守鄭瑄、司李文德翼察其清介，醵贈百金以返留章，有「八月縣令，兩袖清風」之語。蓋實錄云子應馬同科乙榜，軌行端正，卓有父風。
2. ↑  錢海岳《南明史·卷八十八·列傳第六十四》：同（蕭奕輔）時兩廣遺臣：……（新會則）呂孝昇，字光遠，天啟四年舉於鄉。官崇德知縣，不畏強禦，忤上歸。子應馬，副貢，執行端正。